# Anisodes conferta
Anisodes conferta är en fjärilsart som beskrevs av W. Warren 1900. Anisodes conferta ingår i släktet Anisodes och familjen mätare. Inga underarter finns listade i Catalogue of Life.